# العراق في الألعاب الأولمبية الصيفية 2004
شارك العراق في دورة الألعاب الأولمبية الصيفية 2004 التي أقيمت في أثينا، اليونان، في الفترة من 13 إلى 29 أغسطس 2004.

## كرة القدم
تضمنت مجموعة منتخب العراق منتخبات البرتغال، وكوستاريكا، والمغرب. فاز المنتخب العراقي على منتخب البرتغال بنتيجة 4-2، وفاز على منتخب كوستاريكا بنتيجة 2-0، وخسر أمام المغرب 2-1. وتأهل للدور ربع النهائي وواجه منتخب أستراليا وفاز عليه 1-0 بهدف سجله عماد محمد. وقابل العراق في النصف النهائي منتخب البارغواي وخسر أمامه 3-1. وفي تحديد المركز الثالث بينه وبين منتخب إيطاليا خسر 1-0.